# Partit Tory
El Tory Party va ser un partit polític britànic, fundat a l'últim terç del segle xvii pels tories, quan una part del Parlament anglès es va oposar enèrgicament a la possibilitat d'aprovar una llei en contra dels principis hereditaris. Representaren els interessos dels grans terratinents, defensaven les prerrogatives reials per sobre del poder parlamentari i els privilegis de l'Església Anglicana. Va ocupar el poder del 1710 al 1714.

## Origen
L'agitació conseqüent a la política i a l'actitud religiosa, marcadament catòlica, del monarca Carles II i del príncep Jaume, va conduir a l'aristocràcia governant a dividir-se en dos faccions en el Parlament anglès, entre les quals estava la tory. Aquesta denominació sorgeix del nom despectiu que l'altra facció, els whigs, els dirigien com a forma d'insult. L'origen del nom està en la paraula irlandesa thairide o tóraighe que tenia els significats de «bandoler», «assaltador de camins», «fugitiu», i/o «proscrit». En realitat aquest nom s'havia utilitzat per primera vegada vers els irlandesos catòlics que a mitjans del segle xvii van ser expulsats de les seves terres pels puritans anglesos durant la dictadura de Cromwell, i el joc estava a fer el símil entre els defensors d'un rei catòlic i els dissidents irlandesos. Aquest grup estava compost per una actitud rígidament anglicana, però de respecte a l'autoritat del Rei i als drets hereditaris i divins de Jaume. A més, desitjaven conservar l'statu quo de l'església i de l'estat enfront dels dissidents.
La facció tory va aparèixer durant el debat de la Llei d'Exclusió (Exclusion Bill). Els Whig van intentar relacionar el duc d'Ormond, cap del govern d'Irlanda, amb el tory Redmond O'Hanlon en un suposat complot per assassinar el baptista revolucionari Titus Oates. El gener del 1681 els Whigs van començar a anomenar els suposats conspiradors amb la paraula tories i poc després els mateixos tories feien servir aquesta paraula per definir-se, en oposició de la facció whig que foren els que la van presentar al Parlament per fer una afirmació del poder del Parlament i excloure el príncep Jaume de la successió per la seva creença en l'absolutisme i pel seu catolicisme declarat. Es considera que l'agrupació tory va ser fundada per Thomas Osborne, comte de Danby, lord canceller de Carles II, i degut a l'episodi se'n va estendre l'ús.

## Ideari
Els tory eren profundament antidissidents i sobretot anticatòlics, però pensant sempre en la possibilitat d'una cruenta guerra civil de record recent, estaven disposats a sotmetre's a un sobirà catòlic, i així evitar l'alteració de l'ordre successori. La lluita sostinguda contra els seus oponents polítics sobre la Llei d'Exclusió, que descartava la possibilitat que Jaume pugés al tron, va ser aprovada en la Cambra dels Comuns el 1680, però rebutjada en la dels Lords. Els rumors d'un intent de conspiració per part dels whigs, per instaurar en el tron al fill il·legítim de Carles, el duc de Monmouth, va produir una violenta reacció tory que permeté a Carles governar sense el Parlament des del 1681 fins a la seua mort el 1685.
Quan el príncep va pujar al tron amb el nom de Jaume II (1685-88), la seua política va escandalitzar els mateixos partidaris tory, perquè el rei governava encaminat a donar poder als catòlics i recuperar aquesta religió. D'altra banda, Jaume volia crear un exèrcit permanent amb oficials catòlics. Els tory van donar suport al rei amb l'esperança de veure pujar al tron a alguna de les seves filles, que s'havien educat en la fe protestant, Maria o Anna, degut a la seua ja avançada edat. L'alarma es va disparar quan la segona esposa del rei, Maria, una italiana catòlica, li va donar un hereu masculí amb més drets que les dues filles i que, per tant, perpetuaria una dinastia que molt probablement seria educada a la catòlica. Davant aquesta possibilitat, torys i whigs van decidir convidar la princesa Maria i el seu cosí Guillem III d'Orange-Nassau, a ocupar la corona, executant el pla el 1688 sense gran resistència i participant en un dels episodis més emblemàtics de la història anglesa conegut com la Gloriosa Revolució.
La situació provocava un problema dinàstic. Els tory estaven d'acord amb els seus rivals en limitar els poders del rei, però no respecte a la legitimitat d'un nou monarca amb dubtosos drets hereditaris i divins. Un grup de torys, anomenats jacobites, van proposar el retorn de Jaume II sota unes condicions determinades. Els moderats tory per la seua banda (Nothingham, Sancroft i la "High Church") reconeixien de facto a Guillem, però no de iure (dret diví o hereditari), i es mostraven partidaris d'una regència del monarca, en nom de Jaume II. Finalment, els més oberts i radicals, entre els quals lord Danby, entenien que el rei havia abdicat i, per tant, era legítima la successió de la seva filla Maria i de Guillem com a rei consort. La qüestió religiosa, que en part va provocar aquesta revolució, es va resoldre d'acord amb els criteris torys. La Llei d'Indulgència del 1689 va permetre la lliure pràctica de totes les religions, excepte la catòlica, però es van limitar els drets civils dels que no fossin anglicans.
Durant el s. XVIII, la vida política anglesa giraria entorn dels dos partits en els quals l'aristocràcia havia quedat dividida. Els tory defensaran els interessos d'una economia més estrictament agrària, seran religiosament anglicans i defensors del poder i la intervenció de l'Església d'Estat i seran respectuosos i partidaris de l'autoritat règia. No obstant això, les diferències amb els whig no eren molt profundes. Les seues disputes anaven més en el repartiment de càrrecs i sous que no pas en principis teòrics. Els torys, a la pràctica representaven, en general, els interessos de l'alta noblesa terratinent, l'alta burgesia rural adaptada a la vida aristocràtica, coneguts com a "gentry", la classe mercantil més monopolística i privilegiada i a grups de l'administració pública.

## Evolució
En el regnat de Guillem III d'Anglaterra, es va començar a aplicar el mecanisme de nomenament de governs de les faccions whig i tory de governs quan alguna d'aquestes dominaven el Parlament, i viceversa. L'oligarquia parlamentària va anar guanyant poder, mentre el monarca perdia el domini sobre les seues prerrogatives en funcions executives i legislatives del govern britànic. En el regnat de la reina Anna (1702-14), que era anglicana i decididament partidària dels tory, es va tendir a fases de col·laboració dels dos partits per garantir l'estabilitat parlamentària en un parlament compost majoritàriament d'extremistes. Els dos grans homes del govern, John Churchill, 1r duc de Marlborough i Godolphin, van buscar apropar-se als whigs i a la reina, que en el seu inici va mantenir unes bones relacions amb aquesta facció mentre hi tenia contactes personals.
Tanmateix, les diferències es van anar accentuant a mesura que s'arribava al final del seu regnat degut al trencament de les estretes relacions personals de personatges pròxims als whig durant el regnat d'Anna i, sobretot per la firma de la pau d'Utrecht (1713). La reina va tornar a escollir ministres tory en el seu govern i, a causa del fet que la Cambra dels Lords tenia una majoria whig, va utilitzar la prerrogativa reial per crear nous representants de la Cambra dels Lords i donar als tory 12 escons, establint un precedent en la història constitucional anglesa, que donaria molt de joc polític. Tanmateix, la situació prepararia el terreny als whigs que, a la mort d'Anna, tornarien al poder amb la dinastia Hannover.
En ocupar el tron el primer monarca de la nova dinastia alemanya, els tory es van mostrar partidaris d'una segona restauració de la dinastia Estuard i el 1715, diversos líders de la facció van participar en un intent, ineficaç, del fill de Jaume II per ocupar el tron britànic amb el nom de Jaume III. Posteriorment, se'n va protagonitzar un altre el 1745, quan un grup de partidaris jacobites, va prendre part en un nou aixecament escocès organitzat pel net de Jaume II, conegut com a «Príncep Carles». La reacció contrària provocada pels moviments va fomentar el poder de la facció whig que van governar sense una oposició real del partit tory i que va mantenir una hegemonia duran gairebé una meitat del segle, aprofitant el desinterès dels Hannover en la política interna del país per consagrar, a la pràctica, el seu poder en el país.
Els anys que van del 1714 fins a l'arribada al tron de Jordi III (1760) van ser difícils pels tory, ja que tenien la desconfiança dels monarques i a més estaven completament dividits entre possibilistes i partidaris d'acceptar la nova realitat i els jacobites que mantenien una postura aferrissadament legitimista. D'altra banda, quan el 1711, degut a l'arribada al tron austríac de l'arxiduc Carles, en mig de la guerra de successió espanyola, els torys van liderar un canvi d'estratègia en la política internacional per arribar a un pacte amb els francesos el 1713; els Hannover ho van entendre com una traïció cap als interessos eminentment antifrancesos que la dinastia mantenia. Són els anys considerats "la travessia del desert dels torys".
Però el canvi arribaria amb Jordi III, el tercer dels Hannover però el primer rei típicament anglès i interessat en els assumptes de govern de la Gran Bretanya, per tal d'acabar amb la reconeguda hegemonia i corrupcions dels whig. Després de tants anys de govern whig, el que fou conegut en el seu inici com el "partit del país", havia esdevingut un partit bastant desprestigiat i el país ja s'estava esgotant d'ells. Va ser un canvi que el rei, educat en una formació profundament anglicana i conservadora, preferís confiar en la facció tory que es mostraven més servils, o fins i tot amb partits com el nou "Amics del Rei". Amb ajudes populars, de l'Església, de l'aristocràcia terratinent i mitjançant el suborn, va convertir el Parlament en una majoria de diputats proclius a l'autoritat d'un monarca que recuperés els seus deures governatius, sobretot gràcies a l'absència d'un fort partit tory parlamentarista.
El predomini Tory i dels "Amics del Rei" des del 1770 fins al 1782, amb el primer ministre tory lord North va ser l'experiència reial més important per tal de recuperar la situació que s'havia fixat en els acords de la Revolució del 1688, i que tant el parlamentarisme (whig) com l'incapacitat reial havien deixat perdre. Tot i aquesta sòlida experiència, els atacs que va tenir el monarca en vida, i els problemes econòmics de l'endeutament van portar a situacions molt complicades que van esclatar en enormes dissidències interiors per part dels comerciants i dels camperols irlandesos. D'altra banda, la política autoritària de Jordi III va dur a episodis d'enorme inestabilitat com el cas Wilkes o la Revolució Americana que van acabar desacreditant els mètodes reials i a la independència de les 13 colònies cansades de la intransigència (les colònies que volien mantenir els vincles amb la metròpoli foren conegudes com a torys).
El desembre del 1783 va ser nomenat, amb l'oposició reial William Pitt, un diputat tory. Conegut com a Pitt "el Jove" per diferenciar-lo del seu pare (lord Chathman), va ingressar al parlament essent molt jove i va adoptar les mateixes postures colonials conciliadores i liberals que el seu pare tot i que no va heretar l'afiliació whig. William Pitt el Jove va guanyar-se prestigi, en els mitjans polítics i financers de Londres, com a brillant advocat, enriquit gràcies als negocis. Molt aviat, també es va guanyar fama d'incorruptible i honest, assolint el suport d'importants grups socials, financers, arrendataris i de la burgesia comercial, creant una nova facció d'ideologia tory renovada, més liberal, flexible i tolerant. Amb l'estabilitat aconseguida pel nou grup i Pitt com a líder, Jordi III anà renunciant al poder personal i novament el Parlament recuperà el protagonisme. Al principi el rei no va veure amb bons ulls la designació de Pitt; tanmateix el Jove va respondre amb força, buscà la manera de deixar d'estar en minoria i demanà i obtingué de Jordi III la dissolució del Parlament, sense cap oposició reial. Era una prerrogativa reial molt important que des d'aleshores ha quedat traslladada en la pràctica al Primer Ministre, fet que el va convertir en un anticipat al seu temps en l'estil de governar. Les eleccions es convocaren el març del 1784 i van donar àmplia majoria als tory.
Durant aquest període va dedicar la principal atenció a la política financera i econòmica esforçant-se a millorar la condició jurídica dels catòlics anglesos i irlandesos per afavorir i donar garanties a les estructures productives. Va portar el partit Tory a un clientelisme important de gents enriquides pels negocis fomentant una nova aristocràcia tory del comerç. En matèria econòmica demostrà un gran pragmatisme buscant, sobretot, acabar amb el creixent deute públic causat per la guerra i fer descansar el sistema fiscal en impostos sobre els consums. No trobem gaires innovacions en aquest camp, recorrent sempre a les mesures tradicionals per estalviar com la reducció de càrrecs públics i supressió de prebendes, elevació de les tarifes duaneres, una progressiva substitució del metall pel paper moneda (per agilitar les transaccions) utilitzant el recurs freqüent del Fons d'Amortització. Amb aquestes mesures es va afavorir el creixent procés de concentració de la manufactura, de l'especialització agrícola i el desenvolupament del comerç interior i exterior.
També va intentar algunes reformes parlamentàries i electorals en la Cambra dels Comuns, per adaptar les circumscripcions a les noves situacions i actualitzar la representativitat però no les va poder dur endavant. Malgrat tot, el rei li va concedir l'ús de la prerrogativa reial nomenant un considerable nombre de Pars a la Cambra dels Lords per atorgar-li majoria. També va proposar reformes com l'adopció del lliurecanvisme entre Gran Bretanya i Irlanda o l'abolició del comerç amb esclaus que foren rebutjades, però en realitat les seues temptatives de reformes van crear importants precedents en el futur. A més va reorganitzar el partit Tory a la manera de professionalitzar la tasca política i seguint fins i tot algunes de les receptes d'Edmund Burke. Pitt també va contribuir a fer que el mateix partit Whig es reforcés orgànicament, a la manera com ho havia fet Pitt, entorn d'un dirigent indiscutible, Charles James Fox. No hi ha dubtes que el sistema parlamentari va avançar notablement amb Pitt.
La facció Tory va dirigir, resistir i vèncer la guerra contra la França revolucionària a partir de l'expansionisme de l'època republicana que va posar en joc els interessos continentals de la Gran Bretanya i, sobretot, enfront de Napoleó. Quan el poder, a partir del 1795 en endavant va caure a les mans de Napoleó i França es va transformar en un imperi encara més potent, la lluita aferrissada i antirevolucionària va desembocar en un esclat patriòtic involucionista (en contra de qualsevol dissidència, llibertat o reforma). En aconseguir la victòria, el prestigi el va monopolitzar el govern britànic per mantenir un domini absolut i oligàrquic sobre el Parlament i preservar els costums i institucions resistint a les demandes reformadores. Els seus més destacats dirigents d'aleshores van ser Robert Stewart, vescomte de Castlereagh, el duc de Wellington i el príncep regent, el futur Jordi IV.
Serà a finals de la dècada del 1820 que la seua política ultra conservadora i de caràcter reaccionari va causar el rebuig majoritari i la derrota del 1830 que va portar altre cop als whig al poder iniciant un programa de reformes que transformaria la vida política interior. En aquest desenvolupament de canvis, el 1830 va comportar l'inici de l'eixamplament de les bases en suport del sistema polític anglès i la inclusió en el partit de les classes mitjanes i productives, fet que obligà els dos partits a evolucionar.
El Partit Tory va passar a denominar-se Partit Conservador i el Whig, Partit Liberal, i el terme de tory s'ha seguit utilitzant fins a l'actualitat com a sinònim de conservador. Els torys van tenir una transformació fonamental sota la influència de Robert Peel, un industrial que, deslligat de la tradicional mentalitat terratinent, va esbossar la nova línia filosòfica dels conservadors, envers la reforma social per mantenir els aspectes positius del tradicional sistema anglès.
Fins que David Cameron amb l'ocasió de l'Orgull Gai del 2009 va excusar-se per la Secció 28, 2A de la Llei dels Governs Locals, que prohibia «la promoció de l'homosexualitat» promoguda i aprovada el 1988 sota el govern de Margaret Thatcher, el partit sempre es va adherir a una política homòfoba, de la qual la víctima més famosa va ser Oscar Wilde.